# ヒュー・スウィントン・レグリー

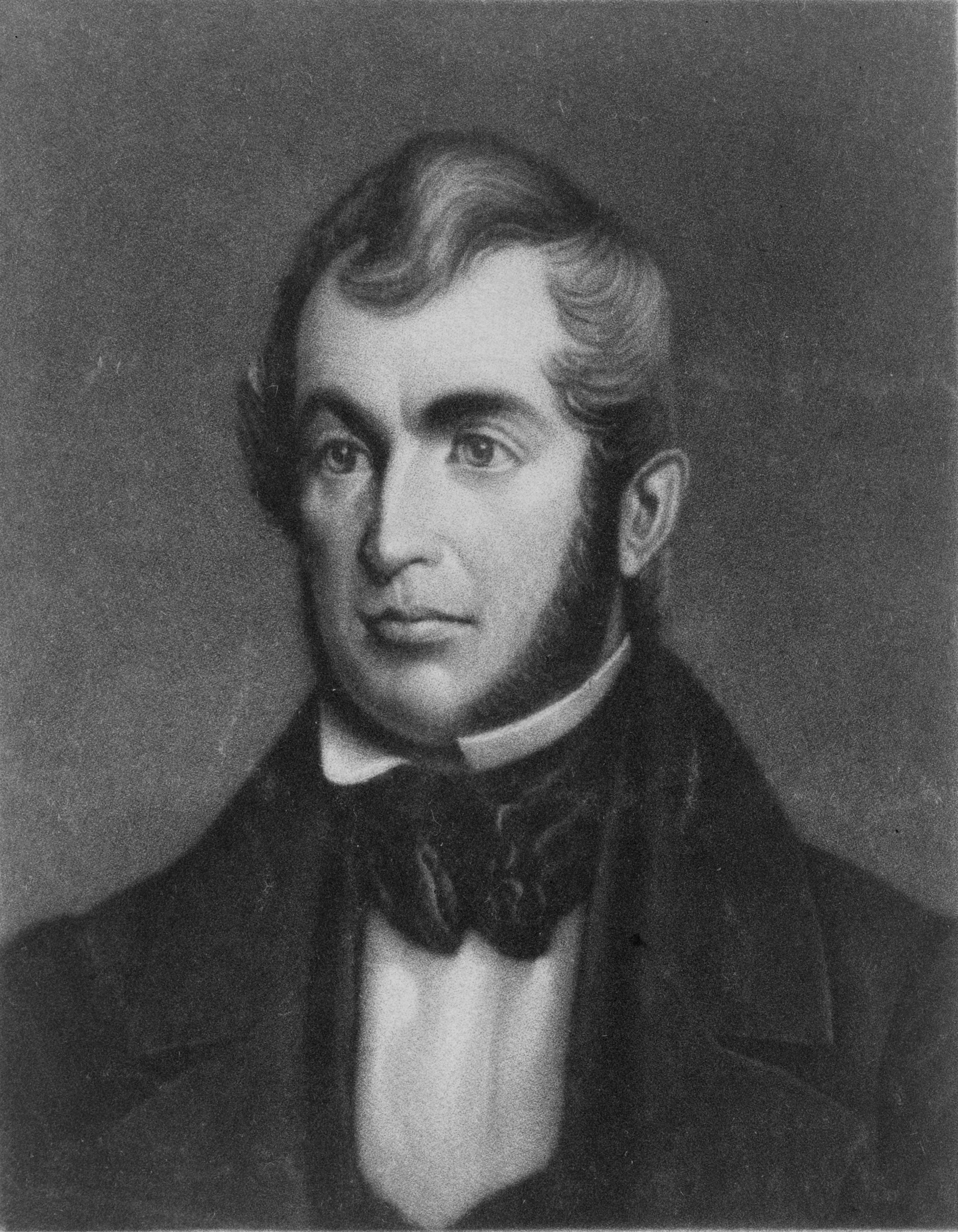
ヒュー・スウィントン・レグリー

ヒュー・スウィントン・レグリー（Hugh Swinton Legaré  (IPA: [ləgrēʼ]), 1797年1月2日 - 1843年6月20日）は、アメリカ合衆国の弁護士、政治家。1841年から1843年までアメリカ合衆国司法長官を務めた。

## 生い立ち
1797年1月2日、レグリーはサウスカロライナ州チャールストンにおいて誕生した。父親のソロモン・レグリー (Solomon Legaré, 1770-1799) はフランスから移住したユグノーの末裔、母親のメアリー・スウィントン (Mary Swinton, 1771-1843) はスコットランドからの移民の末裔であった。
レグリーは5歳前にワクチンの投与を受け、副作用により足の成長を阻害される障害を負った。そのためレグリーは友人たちと楽しく遊ぶ経験をほとんどしないまま幼少期を過ごした。レグリーは熱心に勉学に励み、サウスカロライナ大学に入学した。レグリーは大学においてクラリオソフィック研究会会長を務めた。レグリーは博識さと雄弁さで評判を集め、1814年に大学を首席で卒業した。

## 法律と執筆活動
大学卒業後、レグリーは3年間に渡って法律を学んだ。レグリーは1818年から1819年にかけてヨーロッパを訪れ、フランスのパリでフランス語とイタリア語を、スコットランドのエディンバラで法学の先進的話題を学んだ。レグリーは1822年にサウスカロライナ州で弁護士として認可を受けた。
ヨーロッパから帰国後、レグリーはチャールストンで弁護士業を開業した。レグリーは1820年から1821年まで、および1824年から1830年までサウスカロライナ州下院議員を務めた。また1827年、レグリーは博物学者スティーブン・エリオットとともに文芸雑誌『サザン・レビュー』を創設し、1832年までは唯一の編集者として寄与した。編集者としての活動はエリオットが死去した1834年に退いたが、その後も法律、旅行、古典文学、近代文学などの記事を寄稿し続けた。
レグリーは1830年から1832年にかけてサウスカロライナ州検事総長を務めた。レグリーは州権主義を擁護し、連邦法無効論に強く反対した。レグリーは連邦最高裁判所の訴訟にしばしば登場し、連邦政府の政治家に強い印象を与えた。特にレグリーの民法の知識は、ローマ法の強い信奉者であった国務長官エドワード・リヴィングストンに強い感銘を与えた。

## 外交と連邦議会
検事総長退任後、レグリーは駐ベルギー代理公使に任ぜられ、1836年までブリュッセルに駐在した。レグリーはドイツの民法について詳しい分析を行い、その論評は完璧であると評価された。
帰国後の1837年、レグリーは民主党に所属し、サウスカロライナ州から連邦下院議員に選出された。レグリーは連邦下院議員を1839年まで1期2年務めた。当時サウスカロライナ州では財政改革の一環として多数の支金庫を設置するプロジェクトを進行させていたが、マーティン・ヴァン・ビューレン大統領の金融政策はこの障害となるものであった。レグリーは大統領の金融政策について巧みに反対し、障害を取り除くことを試みた。
レグリーは1839年の連邦下院議員再選に失敗した。レグリーは下院議員退任後、チャールストンで弁護士業を再開した。

## 連邦政府での政治
レグリーは1840年の大統領選挙においてウィリアム・ハリソンを支持し、その勝利に貢献した。1841年、ハリソンの死去により大統領に昇任したジョン・タイラーは閣僚の入れ替えを実施し、司法長官にレグリーを指名した。レグリーはこれを受諾し、死去する1843年まで司法長官を務めた。
レグリーは司法長官として、合衆国対ミランダ裁判（United States v. Miranda, 41 U.S. 153 (1842)）、ウッド対合衆国裁判（Wood v. United States, 41 U.S. 342 (1842)）、賃借人対ジュウェル裁判（Jewell's Lessee v. Jewell, 42 U.S. 219 (1843)）などの議論を行った。
また1843年5月9日、レグリーは国務長官代行に指名され、司法長官職と兼任した。

## 死とその後
1843年6月20日、レグリーはマサチューセッツ州ボストンにおいて急死した。レグリーの遺体はマサチューセッツ州ケンブリッジのオーバーン山墓地に埋葬され、その後サウスカロライナ州チャールストンのマグノリア墓地に移し替えられた。
アメリカ合衆国海軍のリバティ船 SS Hugh S. Legaré は、レグリーにちなんで名づけられた。

## 関連図書
- The Writings of Hugh Swinton Legaré, South Carolina, 1846. (2 vols.)
- Hollis, Daniel Walker (1951) University of South Carolina, volume I: South Carolina College, Columbia: University of South Carolina Press.